# Luttrell-Psalter

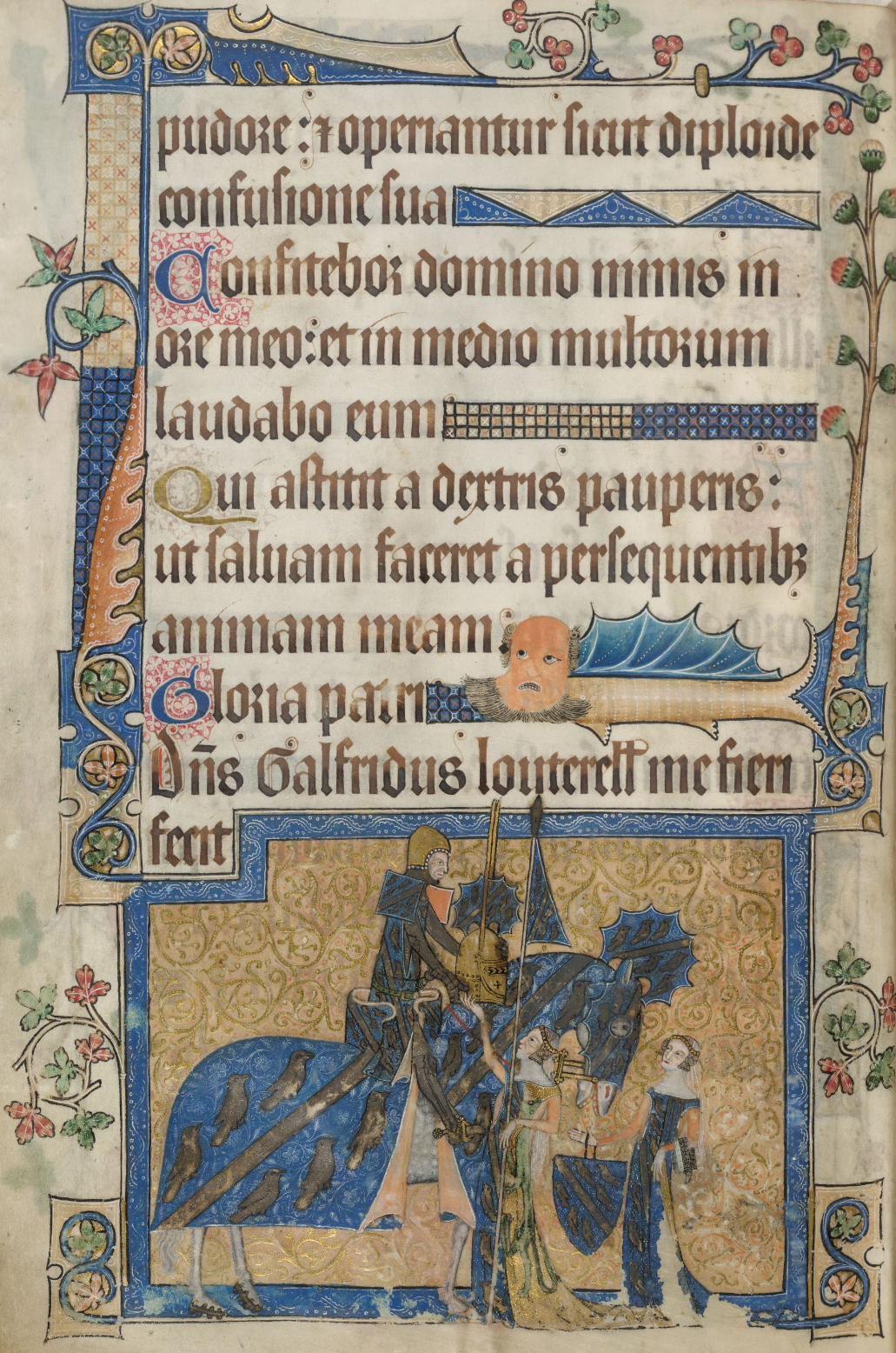
Sir Geoffrey Luttrell, zu Pferde, begleitet von seiner Frau und Schwiegertochter. Folio 202v des Luttrell-Psalters

Der Luttrell-Psalter ist ein illustriertes Manuskript, das zwischen 1325 und 1335 von unbekannten Schreibern und Illustratoren erstellt wurde. Es wurde von Sir Geoffrey Luttrell († 1345), einem wohlhabenden englischen Landbesitzer aus Irnham, Lincolnshire, in Auftrag gegeben. Der Psalter befindet sich im Bestand der British Library in London mit der Signatur Add. MS 42130. 
Das Buch enthält neben den auf 13r beginnenden Psalmen ein Canticum auf 1r, 259v, eine Totenmesse auf 283v und eine Antiphon für die Toten (295r). Die einzelnen Seiten variieren in der Qualität der Illustrationen, die meisten sind jedoch reich illustriert und dekoriert. Die Abbildungen zeigen Heilige, Bibelszenen sowie Alltagsszenen wie ländliches Leben, Landwirtschaft, Küchenszenen, Gesundheitsversorgung, Zankereien, spielende Musikanten etc. Der Psalter gilt als einer der umfangreichsten Bildquellen ländlichen Alltagslebens des mittelalterlichen Englands.
Einige Illustrationen zeigen ungewöhnliche Chimären, Figuren mit menschlichen und tierischen Attributen. Die Bedeutung vieler dieser Abbildungen bleibt obskur, jedoch haben einige dieser Chimären einen direkten Bezug zu dem nebenstehenden Text. Sie sind eine Hilfe zur Erschließung der Symbolik von Steinplastiken an Kirchenbauten aus der Entstehungszeit des Buches.
Die British Library veröffentlichte 2006 ein Faksimile des Luttrell-Psalters.

## Der Auftraggeber
Die Anschaffung aufwändiger illustrierter Handschriften war für mittelalterliche Könige und Adlige sowohl Ausdruck ihrer eigenen Frömmigkeit als auch Demonstration des eigenen Wohlstandes und ihrer Macht. Sir Geoffrey Luttrell (1276–1345) war Ritter und Baron. Seine verwandtschaftlichen Beziehungen und militärischen Erfolge hatten ihm höchstes Ansehen verschafft. Der Psalter wurde von seiner Familie im Jahre 1332 in Auftrag gegeben, die Fertigstellung dauerte mehr als 10 Jahre.